# Óbudavár
Óbudavár là một thị trấn thuộc hạt Veszprém, Hungary. Thị trấn này có diện tích 3,23 km², dân số năm 2010 là 58 người, mật độ 18 người/km².